# NGC 6851
NGC 6851 est une galaxie elliptique située dans la constellation du Télescope. Sa vitesse par rapport au fond diffus cosmologique est de 2 903 ± 18 km/s, ce qui correspond à une distance de Hubble de 42,8 ± 3,0 Mpc (∼140 millions d'al). NGC 6851 a été découverte par l'astronome britannique John Herschel en 1836.
À ce jour, 14 mesures non basées sur le décalage vers le rouge (redshift) donnent une distance de 32,750 ± 7,520 Mpc (∼107 millions d'al), ce qui est à l'intérieur des valeurs de la distance de Hubble. Notons cependant que c'est avec la valeur moyenne des mesures indépendantes, lorsqu'elles existent, que la base de données NASA/IPAC calcule le diamètre d'une galaxie et qu'en conséquence le diamètre de NGC 6851 pourrait être d'environ 36,9 kpc (∼120 000 al) si on utilisait la distance de Hubble pour le calculer.

## Groupe de NGC 6868
Selon A. M. Garcia NGC 6851 fait partie du groupe de NGC 6868. Ce groupe de galaxies renferme au moins 11 membres. Les autres galaxies sont NGC 6861, NGC 6868, NGC 6870, NGC 6875, NGC 6893, IC 4943, NGC 6861D (PGC 64153), NGC 6875A (PGC 64240), ESO 233-36 et ESO 284-47.